# 杭州海塘
杭州海塘，分布于中华人民共和国浙江省杭州市钱塘江北岸的钱塘区、临平区、上城区、西湖区境内，市区内绝大多数海塘都位于地下，仅九堡以外至江干段和余杭段存在于地表。2011年，钱塘江海塘（余杭段）被列入浙江省第六批文物保护单位。2017年，江干区、上城区海塘与钱塘江海塘余杭段合并为杭州海塘。
- 杭州海塘（杭州段）为闸口一带的现代海塘
- 四季青碑亭为杭州海塘江干段的一部分，旧时修筑在海塘上
- 采荷街道乌龙庙遗留的乌龙碑亭，乌龙庙旧时为钱塘江海塘头堡所在，今仅存此碑
- 杭海路附近九堡文体中心杭州海塘遗址博物馆揭露的清代海塘
- 杭州海塘乔司街道牛角村段